# Sam Hutchinson
Samuel Edward "Sam" Hutchinson (sinh ngày 03 tháng 8 năm 1989) là một cầu thủ bóng đá chuyên nghiệp Anh chơi cho Chelsea, anh có thể chơi ở cánh phải hoặc trung tâm hàng phòng ngự.

## Sự nghiệp

### Chelsea
Anh sinh ở Slough, Berkshire, Hutchinson là con trai của Eddie Hutchinson, cũng từng chơi cho đội trẻ của Chelsea. Hutchinson gia nhập học viện Chelsea lúc lên 7. Anh đã tham gia trận đấu ra mắt đội 1 của mình cho Chelsea ngày 13 tháng 5 năm 2007 trong 1 trận đấu giải Ngoại hạng Anh đấu với Everton. Sau khi ký kết 1 hợp đồng bốn năm trong tháng 8 năm 2007, Hutchison đã bị chấn thương, và phải nghỉ 6 tháng. Anh có trận đầu tiên của mình cho đội trong trận đấu với Queens Park Rangers vào tháng 9 năm 2009.
Hutchinson có thể chơi ở cánh phải hoặc trung tâm hàng phòng ngự, anh đã bị chấn thương phức tạp ở đầu gối phải. Tháng 8 năm 2010, lúc anh mới 22 tuổi đã tuyên bố treo giày.
Tuy nhiên, huấn luyện viên André Villas-Boas sau đó đã triệu hồi Hutchinson, cho thời gian thử thách và mới đây quyết định trao cho anh số áo 27 cùng một vị trí trong danh sách 25 cầu thủ đăng ký thi đấu từ ngày 1 tháng 1 năm 2012.
29/4/2012 anh trận đầu tiên cho Chelsea kể từ khi trở lại trong trận thắng 6-1 trước Queens Park Rangers, anh vào sân thay José Bosingwa vào phút thứ 81.

## Thống kê sự nghiệp
Tính đến 7 tháng 11 năm 2015
| Câu lạc bộ               | Mùa giải            | Giải đấu | Giải đấu | FA Cup | FA Cup | League Cup | League Cup | Khác | Khác | Tổng cộng | Tổng cộng |
| Câu lạc bộ               | Mùa giải            | Trận     | Bàn      | Trận   | Bàn    | Trận       | Bàn        | Trận | Bàn  | Trận      | Bàn       |
| ------------------------ | ------------------- | -------- | -------- | ------ | ------ | ---------- | ---------- | ---- | ---- | --------- | --------- |
| Chelsea                  | 2006–07             | 1        | 0        | 0      | 0      | 0          | 0          | 0    | 0    | 1         | 0         |
| Chelsea                  | 2007–08             | 0        | 0        | 0      | 0      | 0          | 0          | 0    | 0    | 0         | 0         |
| Chelsea                  | 2008–09             | 0        | 0        | 0      | 0      | 0          | 0          | 0    | 0    | 0         | 0         |
| Chelsea                  | 2009–10             | 2        | 0        | 0      | 0      | 1          | 0          | 0    | 0    | 3         | 0         |
| Chelsea                  | 2011–12             | 2        | 0        | 0      | 0      | 0          | 0          | 0    | 0    | 2         | 0         |
| Chelsea                  | 2012–13             | 0        | 0        | 0      | 0      | 0          | 0          | 0    | 0    | 0         | 0         |
| Chelsea                  | 2013–14             | 0        | 0        | 0      | 0      | 0          | 0          | 0    | 0    | 0         | 0         |
| Chelsea                  | Tổng cộng           | 5        | 0        | 0      | 0      | 1          | 0          | 0    | 0    | 6         | 0         |
| Nottingham Forest (mượn) | 2012–13             | 9        | 1        | 0      | 0      | 0          | 0          | 0    | 0    | 9         | 1         |
| Vitesse (mượn)           | 2013–14             | 1        | 0        | 0      | 0      | 0          | 0          | 2    | 0    | 3         | 0         |
| Sheffield Wednesday      | 2013–14             | 10       | 1        | 0      | 0      | 0          | 0          | 0    | 0    | 10        | 1         |
| Sheffield Wednesday      | 2014–15             | 20       | 0        | 0      | 0      | 0          | 0          | 0    | 0    | 20        | 0         |
| Sheffield Wednesday      | 2015–16             | 13       | 0        | 0      | 0      | 2          | 1          | 0    | 0    | 15        | 1         |
| Sheffield Wednesday      | Tổng cộng           | 43       | 1        | 0      | 0      | 2          | 1          | 0    | 0    | 45        | 2         |
| Tổng cộng sự nghiệp      | Tổng cộng sự nghiệp | 57       | 2        | 0      | 0      | 3          | 1          | 2    | 0    | 63        | 3         |